# 青春の軌跡
青春の軌跡(Where I'm Coming From)は、1971年に発表されたスティーヴィー・ワンダーのアルバム。13枚目のオリジナル・アルバム。全曲が当時の妻であったシリータ・ライトとの共作である。

## 背景・特徴
このアルバムの発表される前年、1970年に、スティーヴィー・ワンダーはシリータ・ライトとデトロイトの教会で結婚式をあげている。新婚旅行から帰ってきた二人は、スティーヴィーの長いこと暖めてきたアルバムのコンセプトを元に活動を始めている。
スティーヴィーは作曲する喜びを知っていたが、モータウンは彼のアイデアに関心を示さず、彼のプロデュースする曲はお蔵入りになることが多かった。
スティーヴィーは自分のアルバム・プロジェクトのクリエイティヴな面の全面的なコントロールを主張し、モータウンの社長のベリー・ゴーディに譲歩を求めた。ゴーディはスティーヴィーの不満を気に留めていたのか、そのことを許可した。
それまでにスティーヴィーは17曲のヒット・シングルのうち8曲を自作、あるいは共作していた。そこには、マーヴィン・ゲイのアルバム『ホワッツ・ゴーイン・オン』の成功の影響なども見られる。
しかし、「真実の愛」（愛してくれるなら）のヒットを除くと、『青春の軌跡』は不自然さの目立つ、忘れ去られるべき習作でしかなかった。のちになって、スティーヴィーはこのアルバムが未熟で急ごしらえのものでしかなかったと認めており、「きちんとプロモーションがされていたら」と悔やんでもいる。
『青春の軌跡』はアルバムとしては受け入れられなかったものであったが、LPを個人的な思いを表現する完全な伝達手段として用いた最初のアルバムであり、アルバム中の音楽も詩も、1960年代末期の生活についてのスティーヴィー・ワンダーの個人的な意見に基づいたものでもある。
スティーヴィーにとって、『青春の軌跡』はモータウンに渡す最後のレコードになる予定だった。この中には、ローランド・カーク、スライ・ストーン、エリック・クラプトンなどスティーヴィーが受けてきた音楽上の影響が反映されており、モータウンへの幻滅、ジョン・F・ケネディ・ロバート・ケネディ兄弟やマルコムX・キング牧師などの自由主義の指導者たちを暗殺の銃弾から守り切れず、リチャード・M・ニクソンにベトナム戦争を統轄されるようなアメリカ合衆国の政治体制への幻滅も反映されている。
アメリカは戦争をするべきではないと思いつつ、戦場で殺されていった兵士たちへの同情がアルバム全体にわたって行間に表現されているが、その代表例がSide1の3曲目の「あなたの兵士」の内容である。スティーヴィーは「僕は時々、僕がヴェトナムで死んでいった兵士達全員と代われたらと祈ることがあるんだ」と証言している。

## 収録曲
Side 1
1. ルック・アラウンド Look Around  2:45
2. 気がむくままに Do Yourself A Favor  6:10
3. あなたの兵士-Think Of Me As Your Solider  3:37
4. 悲しみの中から-Something Out Of The Blue  2:59
5. 愛してくれるなら If You Really Love Me  3:00　※　日本に紹介された当時は「真実の愛」という邦訳だった。

Side 2
1. 打ち明けたい-I Wanna Talk To You  5:18
2. 幸福への道-Take Up A Course In Happiness  3:11
3. 夏に消えた恋-Never Dreamed You'd Leave In Summer  2:53
4. 瞳の中の恋-Sunshine In Their Eyes  6:58